# 杉村一樹
杉村 一樹（すぎむら かずき、1978年3月19日 - ）は、川崎競馬場池田孝厩舎に所属していた元騎手。得意な戦法は逃げ。

## 来歴
高知の中村市立中村中学校を卒業。この頃幡多郡大方町（現黒潮町）にある競走馬の保養センターの仕事を手伝い始め、馬の世話を教わった後に島根の益田競馬場に移った。16歳で騎手学校へ入学し、卒業後大分の中津競馬場の杉本和之厩舎所属の騎手となった。
1996年4月6日に騎手デビューし、初騎乗で初勝利を挙げた。
2001年3月22日の開催を最後に中津競馬が廃止され、騎手学校時代の同期のつてで熊本の荒尾競馬場に移籍し、工藤榮一厩舎に所属し再デビューした。高知出身の杉村は「高知競馬場に行きたかったが微妙な返事だった」「来た以上、荒尾がつぶれない限りここで乗るつもり。いつか、高知のレースにも出たい」と語っていた。
2002年、中津時代からの同僚騎手の小田部雪と結婚。
2003年8月17日、小倉競馬第9競走伊万里特別（3歳以上500万下）でトキメキローマンに騎乗し、中央競馬初騎乗（18頭立て17番人気18着）。
2007年、10月18日と10月26日にスーパージョッキーズトライアルに初出場。第1ステージではトップ、第2ステージでも上位に入り、合計44ポイントを獲得し総合2位。第21回ワールドスーパージョッキーズシリーズの地方代表補欠騎手に選出された（出場は果たせず）。
2010年、10月4日と10月14日にスーパージョッキーズトライアルに二度目の出場。第1ステージ、第2ステージともに2戦1勝。合計47ポイントを獲得し総合優勝を果たす。これにより第24回ワールドスーパージョッキーズシリーズの地方代表騎手に選出され、総合6位と健闘した。同年10月22日荒尾競馬第2競走をクリノユメヲで優勝し、8084戦目で地方競馬通算1000勝達成。
2011年限りで荒尾競馬が廃止になったことに伴い、川崎競馬場池田孝厩舎へ移籍した。同時に荒尾からは吉留孝司が浦和に、西村栄喜が船橋に移籍している。
2017年5月9日、1年以上にわたり調整室から携帯電話で外部と通信をしたとして川崎競馬組合から実効30日間（5月9日～6月19日）の騎乗停止処分を受けた。6月6日、浦和競馬組合から実効10日間（6月20日～7月3日）の騎乗停止処分を受けた。6月9日、事情聴取により大井競馬開催中に外部と通信していたことが判明し、実効10日間（7月4日～7月17日）の騎乗停止処分を受けた。また、船橋競馬場は川崎競馬厩務員との調教打ち合わせに携帯電話を使用したとして戒告処分を発表した。
同年3月29日の浦和競馬での騎乗を最後に騎乗は無く、12月に引退した。 
地方通算成績は11546戦1338勝・2着1321回・3着1272回・勝率11.6%・連対率23.0%。中央通算成績は20戦0勝・2着1回。

## 主な騎乗馬
- ヤマビコヘリオス（1997年アラブチャンピオン）
- アドロ（1997年中津ダービー）
- フジノヘイロー（2007年大阿蘇賞）
- エランセ（2007年肥後の国グランプリ）
- フサイチクローバー（2008年荒炎賞）
- レッドエンゼル（2010年門松賞）
- サチノスイーティー
- マグニフィカ

## エピソード
- 勝負服はスキーキャプテンの勝負服を参考にしているが、同馬は（有）社台レースホースの所有馬だったので黄、黒縦縞、袖青一本輪の勝負服を使用していた。